# Overton (Nebraska)
Overton é uma vila localizada no estado americano de Nebraska, no Condado de Dawson.

## Demografia
Segundo o censo americano de 2000, a sua população era de 646 habitantes.
Em 2006, foi estimada uma população de 663, um aumento de 17 (2.6%).

## Geografia
De acordo com o United States Census Bureau, a localidade tem uma área de 1,4 km², sem área coberta por água. Overton localiza-se a aproximadamente 715 m acima do nível do mar.

## Localidades na vizinhança
O diagrama seguinte representa as localidades num raio de 28 km ao redor de Overton.